# Coupe de France de basket-ball 2018-2019
Navigation
2017-2018 2019-2020
La Coupe de France de basket-ball 2018-2019 est la 42e édition de la Coupe de France, également dénommée Trophée Robert Busnel, en hommage à Robert Busnel, basketteur international français décédé en 1991. Elle oppose 36 équipes professionnelles et amatrices françaises sous forme d'un tournoi à élimination directe et se déroule de septembre 2018 à mai 2019. La finale a lieu le 11 mai 2019 à l'AccorHotels Arena dans le cadre des Finales 2019 des Coupes de France, organisées chaque année par la FFBB.

## Calendrier[1]
| Tour | Nom                      | Dates                   | Participants                                                                                        |
| 1    | 64e de finale            | Mardi 19 septembre 2018 | 18 équipes de Pro B 27 équipes de NM1 (hors CFBB) 5 équipes issues du Trophée 2017                  |
| 2    | 32e de finale            | Mardi 7 novembre 2018   | 11 équipes de Jeep Élite 25 équipes issues du tour précédent                                        |
| 3    | 16e de finale            | Mardi 23 janvier 2019   | 18 équipes issues du tour précédent                                                                 |
| 4    | 8e de finale             | Mardi 13 février 2019   | 7 équipes de Jeep Élite participant aux compétitions européennes 9 équipes issues du tour précédent |
| 5    | Quarts de finale         | Samedi 16 mars 2019     | 8 équipes issues du tour précédent                                                                  |
| 6    | Demi-finales             | Dimanche 17 mars 2019   | 4 équipes issues du tour précédent                                                                  |
| 7    | Finale AccorHotels Arena | Samedi 11 mai 2019      | 2 équipes issues du tour précédent                                                                  |

## Soixante-quatrième de finale
Ce tour se dispute les 18 et 19 septembre 2018.
| Club (division)            | Résultat | Club (division)            | Lieu                 |
| -------------------------- | -------- | -------------------------- | -------------------- |
| GET Vosges (NM1)           | 71-95    | Denain (Pro B)             | Épinal               |
| Besançon (NM1)             | 56-85    | Souffelweyersheim (NM1)    | Besançon             |
| Prissé-Mâcon (NM2)         | 53-90    | Nancy (Pro B)              | Mâcon                |
| Recy (NM1)                 | 70-74    | Gries (Pro B)              | Recy                 |
| Boulogne-sur-Mer (NM1)     | 99-79    | Saint-Quentin (NM1)        | Boulogne-sur-Mer     |
| Kaysersberg (NM1)          | 76-89    | Lille (Pro B)              | Kaysersberg          |
| Charleville-Mézières (NM1) | 64-89    | Orchies (NM1)              | Charleville-Mézières |
| Oullins Sainte-Foy (NM2)   | 69-67    | Les enfants du Forez (NM1) | Sainte-Foy-lès-Lyon  |
| Aubenas (NM1)              | 65-75    | Aix-Maurienne (Pro B)      | Aubenas              |
| Saint-Vallier (NM1)        | 74-91    | Saint-Chamond (Pro B)      | Saint-Vallier        |
| Andrézieux-Bouthéon (NM1)  | 56-79    | Roanne (Pro B)             | Andrézieux-Bouthéon  |
| La Charité (NM1)           | 69-87    | Vichy-Clermont (Pro B)     | La Charité-sur-Loire |
| Le Cannet (NM2)            | 69-93    | Sorgues (NM1)              | Le Cannet            |
| Tours (NM1)                | 79-66    | Angers (NM1)               | Tours                |
| La Rochelle (NM1)          | 62-74    | Poitiers (Pro B)           | La Rochelle          |
| Toulouse (NM1)             | 96-83    | Tarbes-Lourdes (NM1)       | Toulouse             |
| Bordeaux (NM1)             | 85-79    | Nantes (Pro B)             | Bordeaux             |
| Brissac-Quincé (NM1)       | 61-72    | Blois (Pro B)              | Brissac-Quincé       |
| Les Sables-d'Olonne (NM2)  | 74-88    | Orléans (Pro B)            | Les Sables-d'Olonne  |
| Lorient (NM1)              | 77-75    | Paris (Pro B)              | Lorient              |
| Rueil (NM1)                | 66-101   | Rouen (Pro B)              | Rueil-Malmaison      |
| Challans (NM1)             | 100-89   | Chartres (Pro B)           | Challans             |
| Aurore de Vitré (NM1)      | 63-70    | Évreux (Pro B)             | Vitré                |
| Le Havre (NM1)             | 68-77    | Caen (Pro B)               | Le Havre             |
| Fougères (NM2)             | 69-70    | Quimper (Pro B)            | Fougères             |

## Trente-deuxièmes de finale
Onze équipes de Jeep Elite intègrent la compétition à ce stade de la compétition.
Ce tour se dispute le 7 novembre 2018. Le tirage de ce deuxième tour est annoncé le 3 octobre 2018 par la FFBB.
| Club (division)               | Résultat | Club (division)                   | Lieu                      |
| ----------------------------- | -------- | --------------------------------- | ------------------------- |
| Orchies (NM1)                 | 72-90    | Nancy (Pro B)                     | Orchies                   |
| Lille (Pro B)                 | 73-80    | Le Portel (Jeep Elite)            | Lille                     |
| Gries (Pro B)                 | 88-56    | Denain (Pro B)                    | Gries                     |
| Souffelweyersheim (NM1)       | 71-63    | Gravelines Dunkerque (Jeep Elite) | Souffelweyersheim         |
| Boulogne-sur-Mer (NM1)        | 57-89    | Châlons Reims (Jeep Elite)        | Boulogne-sur-Mer          |
| Chalon-sur-Saône (Jeep Elite) | 92-83    | Bourg-en-Bresse (Jeep Elite)      | Chalon-sur-Saône le 13/11 |
| Aix-Maurienne (Pro B)         | 83-67    | Roanne (Pro B)                    | Aix-les-Bains             |
| Oullins Sainte-Foy (NM2)      | 55-93    | Vichy-Clermont (Pro B)            | Sainte-Foy-lès-Lyon       |
| Sorgues (NM1)                 | 85-84    | Fos-sur-Mer (Jeep Elite)          | Sorgues                   |
| Saint-Chamond (Pro B)         | 65-79    | Antibes (Jeep Elite)              | Saint-Chamond             |
| Toulouse (NM1)                | 77-87    | Pau-Lacq-Orthez (Jeep Elite)      | Toulouse                  |
| Orléans (Pro B)               | 65-79    | Boulazac (Jeep Elite)             | Orléans                   |
| Tours (NM1)                   | 76-77    | Poitiers (Pro B)                  | Tours                     |
| Bordeaux (NM1)                | 59-74    | Blois (Pro B)                     | Bordeaux                  |
| Rouen (Pro B)                 | 73-63    | Cholet (Jeep Elite)               | Rouen                     |
| Challans (NM1)                | 90-52    | Évreux (Pro B)                    | Challans                  |
| Lorient (NM1)                 | 73-83    | Caen (Pro B)                      | Lorient                   |
| Quimper (Pro B)               | 77-93    | Levallois (Jeep Elite)            | Quimper                   |

## Seizième de finale
Ce tour se dispute le 22 janvier 2019 et le 23 janvier 2019 hormis le match entre Poitiers et Boulazac qui se joue le 29 janvier 2019. Le tirage de ce deuxième tour est annoncé le 15 novembre 2018 par la FFBB.
| Club (division)              | Résultat | Club (division)               | Lieu              |
| ---------------------------- | -------- | ----------------------------- | ----------------- |
| Poitiers (Pro B)             | 76-100   | Boulazac (Jeep Elite)         | Poitiers          |
| Sorgues (NM1)                | 77-92    | Nancy (Pro B)                 | Sorgues           |
| Blois (Pro B)                | 88-92    | Rouen (Pro B)                 | Blois             |
| Levallois (Jeep Elite)       | 82-69    | Châlons Reims (Jeep Elite)    | Levallois-Perret  |
| Vichy-Clermont (Pro B)       | 86-73    | Caen (Pro B)                  | Vichy             |
| Souffelweyersheim (NM1)      | 79-60    | Aix-Maurienne (Pro B)         | Souffelweyersheim |
| Challans (NM1)               | 78-100   | Gries (Pro B)                 | Challans          |
| Le Portel (Jeep Elite)       | 72-79    | Antibes (Jeep Elite)          | Le Portel         |
| Pau-Lacq-Orthez (Jeep Elite) | 88-92    | Chalon-sur-Saône (Jeep Elite) | Pau               |

## Huitième de finale
Les sept premières équipes de Jeep Elite 2017-2018 intègrent la compétition à ce stade de la compétition.
Ce tour se dispute le 13 février 2019. Le tirage des huitièmes de finale est annoncé le 24 janvier 2019 par la FFBB.
| Club (division)         | Résultat | Club (division)                | Lieu              |
| ----------------------- | -------- | ------------------------------ | ----------------- |
| Strasbourg (Jeep Elite) | 78-86    | Lyon-Villeurbanne (Jeep Elite) | Strasbourg        |
| Gries (Pro B)           | 70-89    | Nanterre (Jeep Elite)          | Gries             |
| Souffelweyersheim (NM1) | 71-77    | Rouen (Pro B)                  | Souffelweyersheim |
| Vichy-Clermont (Pro B)  | 78-80    | Levallois (Jeep Elite)         | Vichy             |
| Nancy (Pro B)           | 52-65    | Antibes (Jeep Elite)           | Nancy             |
| Monaco (Jeep Elite)     | 62-59    | Limoges (Jeep Elite)           | Monaco            |
| Le Mans (Jeep Elite)    | 97-81    | Boulazac (Jeep Elite)          | Le Mans           |
| Dijon (Jeep Elite)      | 85-72    | Chalon-sur-Saône (Jeep Elite)  | Dijon             |

## Quart de finale
Ce tour se dispute le 16 mars 2019.
| Club (division)       | Résultat | Club (division)                | Lieu                  |
| --------------------- | -------- | ------------------------------ | --------------------- |
| Rouen (Pro B)         | 93-86    | Antibes (Jeep Elite)           | Trélazé (Arena Loire) |
| Nanterre (Jeep Elite) | 80-84    | Levallois (Jeep Elite)         | Trélazé (Arena Loire) |
| Dijon (Jeep Elite)    | 87-95    | Le Mans (Jeep Elite)           | Trélazé (Arena Loire) |
| Monaco (Jeep Elite)   | 87-101   | Lyon-Villeurbanne (Jeep Elite) | Trélazé (Arena Loire) |

## Demi-finales
Ce tour se dispute le 17 mars 2019.
| Club (division)      | Résultat | Club (division)                | Lieu                  |
| -------------------- | -------- | ------------------------------ | --------------------- |
| Le Mans (Jeep Elite) | 94-91    | Levallois (Jeep Elite)         | Trélazé (Arena Loire) |
| Rouen (Pro B)        | 81-90    | Lyon-Villeurbanne (Jeep Elite) | Trélazé (Arena Loire) |

## Finale
La finale se dispute le 11 mai 2019.
| Club (division)      | Résultat | Club (division)                | Lieu                      |
| -------------------- | -------- | ------------------------------ | ------------------------- |
| Le Mans (Jeep Elite) | 61-70    | Lyon-Villeurbanne (Jeep Elite) | Paris (AccorHotels Arena) |

## Bilan par divisions
| Division   | Engagés | Qualifiés en  | Qualifiés en  | Qualifiés en  | Qualifiés en | Qualifiés en    | Qualifiés en | Qualifiés en | Qualifiés en |
| Division   | Engagés | 64e de finale | 32e de finale | 16e de finale | 8e de finale | Quart de finale | Demi-finale  | Finale       | Vainqueur    |
| Jeep Elite | 18      | -             | 11            | 7             | 11           | 7               | 3            | 2            | 1            |
| Pro B      | 18      | 18            | 15            | 8             | 4            | 1               | 1            | -            | -            |
| NM1        | 27      | 27            | 9             | 3             | 1            | -               | -            | -            | -            |
| NM2        | 5       | 5             | 1             | -             | -            | -               | -            | -            | -            |
| NM3        | -       | -             | -             | -             | -            | -               | -            | -            | -            |